# Verbascum submesopotamicum
Verbascum submesopotamicum är en flenörtsväxtart som beskrevs av Hub.-mor.. Verbascum submesopotamicum ingår i släktet kungsljus, och familjen flenörtsväxter. Inga underarter finns listade i Catalogue of Life.